# 瑙琴脂鯉
瑙琴脂鯉為輻鰭魚綱脂鯉目琴脂鯉亞目琴脂鯉科的其中一種，為熱帶淡水魚，依其分布共有二個亞種，即瑙琴脂鯉(Citharinops distichodoides distichodoides)及尼日瑙琴脂鯉(Citharinops distichodoides thomasi)，前者分布於非洲查德湖流域，後者分布於尼日河、伏塔河流域，體長可達84公分，棲息在底層水域，生活習性不明，可做為食用魚。

## 扩展阅读
維基物種上的相關：瑙琴脂鯉